# Itala Vivan
Pour les articles homonymes, voir Vivan.
Itala Vivan est une professeure italienne, spécialiste des cultures méditerranéennes.

## Biographie
Itala Vivan enseigne à l'Université de Milan. Elle est membre du comité de parrainage du Tribunal Russell sur la Palestine dont le début des travaux a été présenté le 4 mars 2009.

## Œuvres
- 1987 :  Nascita all'alba (Naissance à l'aube), sous dir. de Itala Vivan, trad. par Cristina Paterlini e Rolando Damiani, coll. “Il lato dell'ombra”,   (ISBN 88-7910-303-2)